# Doda (Droge)
Doda gilt als eine Droge, welche u. a. in Indien konsumiert wird. Sie setzt sich im Allgemeinen aus Opium und Betelnuss zusammen. 
Doda hält den Konsumenten wach, verlangsamt aber seine Reflexe. Der National Geographic beschreibt es als eine teeartige Mischung, die den Konsumenten zwar wach hält, jedoch seine Urteilsfähigkeit beeinträchtigt, und die von Lastwagenfahrern konsumiert wird.